# Combat de Saint-Pol-de-Léon
Chouannerie
Batailles
- 1er Vannes
- Fouesnant
- Scrignac
- Lannion
- Pontrieux
- Bourgneuf-la-Forêt
- Plumelec
- Savenay
- Loiré
- Ancenis
- 2e Vannes
- Pluméliau
- Pontivy
- 1er La Roche-Bernard
- 1er Rochefort-en-Terre
- Pacé
- Guérande
- Fleurigné
- Fougères
- Vitré
- Mané-Corohan
- Plabennec
- Saint-Pol-de-Léon
- Kerguidu
- Lamballe
- Saint-Perreux
- 2e Rochefort-en-Terre
- 2e La Roche-Bernard

Le combat de Saint-Pol-de-Léon se déroula le 19 mars 1793 à la suite d'une révolte paysanne contre la levée en masse lors de la Pré-Chouannerie.

## Prélude
La levée en masse est très mal accueillie dans la petite ville de Saint-Pol-de-Léon où la population est peu patriote. En 1791 le maire Raoul avait même déclaré que les trois quarts et demi des habitants étaient susceptibles de se soulever. Les premiers heurts ont lieu le 14 mars 1793 lorsque la population s'oppose au tirage,. 
La Garde nationale de Saint-Pol, qui ne compte qu'une vingtaine d'hommes, est renforcée par cinquante gardes nationaux de Morlaix et trois cents volontaires d'un bataillon du Calvados menés par les représentants Sevestre et Prieur de la Côte-d-Or. Ces troupes sont cantonnées sur la rive du Dossen. 
Reportée au 16, l'opération de recrutement s'effectue dans le calme grâce à la présence des soldats de Canclaux ; seule la paroisse de Plougoulm tente encore de s'opposer à la levée. Plouénan se soumet malgré quelques velléités de résistance

## Le combat
Mais le 19 mars, jour du marché de Saint-Pol, les paysans gagnent la ville et se joignent aux habitants et au nombre de 400 à 500, dont plusieurs armés de fusils, de pistolets et de sabres, attaquent les patriotes. Les volontaires du Calvados commandés par Croissant rencontrent les insurgés à la rue Croix-au-lin. 
Les paysans ouvrent le feu les premiers, les Républicains répliquent, mais les paysans avancent, se dissimulant contre les maisons. Les deux commandants du bataillon sont touchés par les tirs des insurgés. La perte de leurs chefs fait perdre courage aux Normands qui paniquent et prennent la fuite. En revanche les canonniers de Morlaix, pourtant bien moins nombreux et ayant cinq blessés sur quatorze hommes, résistent. Les Républicains se rallient devant la cathédrale, les canonniers y amènent leur pièce d'artillerie, rejoints par les gardes nationaux de Morlaix. De leur côté, les quelques gardes nationaux de Saint-Pol résistent à leur corps de garde. Menés par les deux Botlore de Kerbanalec, père et fils, les insurgés passent par la rue des Poulets et assaillent les patriotes sur la place de la cathédrale. Mais les Républicains lancent une contre-charge et parviennent à repousser les paysans.
Le combat prend fin à 5 heures et demie, à la nuit tombante. Le registre de Saint-Pol mentionne la mort de trois soldats et d'un civil ; selon François Cadic, les patriotes ont quatre morts et une trentaine de blessés. Les pertes des rebelles sont inconnues. 

## Les suites
De retour sur Saint-Pol, les volontaires du Calvados exigent des représailles. Affirmant avoir vu des coups de feu partir des maisons de la rue Croix-au-lin, ils demandent à faire passer par les armes tous ses habitants. Les commissaires s'y opposent et parviennent avec peine à les en dissuader. La colère des Normands se tourne alors vers le maire de Saint-Pol : Prud'homme-Keraugon. Soupçonné sans preuve de complicité avec les insurgés, il est grièvement blessé à coups de baïonnettes par les volontaires, sans que les commissaires n'osent par la suite punir les coupables.
Le conflit se poursuit en dehors de la ville par la bataille de Kerguidu.